# Little Rock Open 1975
Il Little Rock Open 1975 è stato un torneo di tennis giocato sul sintetico indoor. È stata la 2ª edizione del torneo che fa parte del Commercial Union Assurance Grand Prix 1975. Si è giocato a Little Rock negli Stati Uniti dal 3 al 9 febbraio 1975.

## Campioni

### Singolare maschile
Billy Martin ha battuto in finale  George Hardie con il punteggio di 6–2, 7–6

### Doppio maschile
Marcelo Lara /  Barry Phillips-Moore hanno battuto in finale  Jeff Austin /  Charles Owens con il punteggio di 6–4, 6–3